# Kilian Riedhof
Kilian Riedhof (* 27. April 1971 in Jugenheim) ist ein deutscher Filmregisseur und Drehbuchautor.

## Leben
Kilian Riedhof wuchs in Südhessen auf und studierte von 1994 bis 1996 Regie beim Filmstudium Hamburg (heute Hamburg Media School). Zu seinen Lehrern gehörten Nikita Michalkow, Hark Bohm, Alexander Mitta, Jon Boorstin, Michael Ballhaus und Sławomir Idziak.
Zu seinen erfolgreichsten Projekten zählt der Fernsehfilm Homevideo, für den er im In- und Ausland mehr als 30 Auszeichnungen erhielt, darunter 2011 den Deutschen Fernsehpreis als „Bester Fernsehfilm“, ein Jahr später den dem Grimme-Preis, die Rose d’Or und den Magnolia Award in Gold in Shanghai.
Im Herbst 2012 drehte er mit Sein letztes Rennen seinen ersten Kinofilm mit Dieter Hallervorden in der Rolle eines Marathonläufers. Der Film wurde ein Erfolg an den deutschen Kinokassen und bescherte Hallervorden beim Deutschen Filmpreis die Lola für die Beste männliche Hauptrolle.
Kilian Riedhofs Polit-Thriller Der Fall Barschel wurde ebenfalls mehrfach ausgezeichnet, unter anderem 2016 mit dem Deutschen Regiepreis Metropolis und dem Bernd Burgemeister Fernsehpreis.
2018 sorgte sein TV-Zweiteiler Gladbeck über das Drama um die Geiselnahme von Gladbeck im August 1988 für Aufsehen. Der Film erhielt unter anderem drei Deutsche Fernsehpreise (Bester Mehrteiler, Bester Hauptdarsteller und Bester Schnitt), den Golden Bird Prize in Seoul und den Deutschen Schauspielpreis für das Beste Ensemble. Gladbeck lief mit großem Erfolg auf BBC Four und war als einziges nicht-englisches Format für den britischen Fernsehpreis BAFTA TV Award 2019 nominiert:
Nach der französischsprachigen Kinoproduktion Meinen Hass bekommt ihr nicht (2022) mit Pierre Deladonchamps über die Terroranschläge am 13. November 2015 in Paris drehte er das Kinoprojekt Stella. Ein Leben. mit Paula Beer in der Titelrolle.
Kilian Riedhof ist Cousin 1. Grades des deutschen Extrembergsteigers Florian Hill. Riedhof lebt in Hamburg.
Seit Anfang des Jahres 2014 ist Riedhof mit der Schauspielerin und Autorin Jana Voosen verheiratet.

## Filmografie (Auswahl)

### Regie
- 2001: Riekes Liebe – auch Ko-Drehbuch
- 2003: 18 – Allein unter Mädchen (Fernsehserie, 2 Folgen)
- 2005: Bloch: Der Freund meiner Tochter – auch Ko-Drehbuch
- 2006: Abschnitt 40: Blutrache (Fernsehserie)
- 2007: Bloch: Der Kinderfreund – auch Ko-Drehbuch
- 2007: Dr. Psycho (Fernsehserie, 2 Folgen)
- 2008: Tatort: Wolfsstunde – auch Drehbuch
- 2011: Homevideo
- 2013: Sein letztes Rennen – auch Ko-Drehbuch
- 2016: Der Fall Barschel
- 2018: Gladbeck
- 2022: Meinen Hass bekommt ihr nicht (Vous n’aurez pas ma haine) – auch Ko-Drehbuch
- 2023: Stella. Ein Leben – auch Ko-Drehbuch

### Drehbuch
- 2001: Riekes Liebe (Ko-Drehbuch)
- 2004: Ein Fall für zwei: Doppelgänger
- 2005: Bloch: Der Freund meiner Tochter (Ko-Drehbuch)
- 2007: Bloch: Der Kinderfreund (Ko-Drehbuch)
- 2008: Tatort: Wolfsstunde
- 2013: Sein letztes Rennen (Ko-Drehbuch)

## Auszeichnungen / Preise
- Deutscher Fernsehpreis 2002 (Förderpreis) für Riekes Liebe
- Nominierung Deutscher Fernsehpreis 2008 für Dr. Psycho
- Deutscher Fernsehkrimipreis 2009 (Publikumspreis) für Tatort – Wolfsstunde
- Nominierung Bernd Burgemeister Fernsehpreis 2011 für Homevideo
- Deutscher Fernsehpreis 2011 bester Fernsehfilm Homevideo
- Fernsehfilmfestival Baden-Baden 2011 Preis der Studentischen Jury für Homevideo
- Deutsche Akademie der Darstellenden Künste – Fernsehfilmpreis 2011 für Homevideo
- 3Sat Zuschauerpreis 2011 für Homevideo
- Magnolia Award in Gold 2012 auf dem Shanghai TV-Festival für Homevideo
- Grimme-Preis 2012 für Homevideo
- Rose d’Or 2012 für Homevideo
- Platinum Remi Award auf dem Worldfest Houston 2012 für Homevideo
- Nominierung Deutscher Regiepreis Metropolis 2012 für Homevideo
- Nominierung Romy 2014 Bester Kinofilm für Sein letztes Rennen
- Deutscher Regiepreis Metropolis 2016 für Der Fall Barschel
- Seoul International Drama Awards 2018 Best Director sowie Golden Bird Prize für Gladbeck[10]
- Nominierung Deutscher Regiepreis Metropolis 2018 für Gladbeck
- Nominierung der Deutschen Akademie für Fernsehen 2018 für Beste Regie, Bestes Drehbuch für Gladbeck
- Nominierung BAFTA TV Award 2019 Kategorie International für Gladbeck
- Deutscher Fernsehpreis 2019 Bester Mehrteiler für Gladbeck
- Deutscher Drehbuchpreis 2020, gemeinsam mit Jan Braren und Marc Blöbaum, für Meinen Hass bekommt ihr nicht[11]